# Stoczek (województwo warmińsko-mazurskie)
Stoczek (niem. Springborn) – wieś w województwie warmińsko-mazurskim, w powiecie lidzbarskim gmina Kiwity.
W latach 1975–1998 miejscowość administracyjnie należała do województwa olsztyńskiego.  Osada znajduje się w historycznym regionie Warmia.
Częścią wsi jest Stoczek Klasztorny, w którym znajduje się sanktuarium maryjne.